# Many Moods of Moses
Many Moods of Moses è l'ottavo album in studio del cantante giamaicano Beenie Man, pubblicato nel 1997.

## Tracce
1. Foundation (Introlude, feat. Taxi Gang) – 5:24
2. Who Am I (Sim Simma) – 3:16
3. Monster Look – 3:58
4. Ain't Gonna Figure It Yet – 3:19
5. Woman a Sample (feat. Buju Banton) – 3:56
6. Haven on Earth (feat. Arp) – 4:53
7. Oysters & Conch (samples Google, by Tanya Stephens) – 3:17
8. So Hot (feat. Lady Saw) – 3:37
9. Have You Ever (feat. Little Kirk) – 4:00
10. Got to Be There – 4:27
11. Bad Man – 3:46
12. Steve Biko – 4:12
13. Long Road – 4:03
14. Sincerely – 4:14
15. Miss You (feat. Arp) – 4:18
16. Bad Mind Is Active (My Prerogative) – 3:49